# Srokowo
Srokowo (Drengfurth fino al 1945 / Dryfort dal 1945 al 1950) è un comune rurale polacco del distretto di Kętrzyn, nel voivodato della Varmia-Masuria.
Ricopre una superficie di 194,63 km² e nel 2004 contava 4 293 abitanti.
Il comune è al confine con la Russia (Oblast' di Kaliningrad).